# Julianowo (województwo warmińsko-mazurskie)
Julianowo (niem. Julienfelde) – osada w Polsce położona w województwie warmińsko-mazurskim, w powiecie szczycieńskim, w gminie Dźwierzuty.
Według podziału administracyjnego Polski obowiązującego w latach 1975–1998 miejscowość należała do województwa olsztyńskiego.